# Rivotra viridipicta
Rivotra viridipicta är en fjärilsart som beskrevs av Sir George Hamilton Kenrick 1914. Rivotra viridipicta ingår i släktet Rivotra och familjen tofsspinnare. Inga underarter finns listade.